# Rhacophorus calcaneus
Espèce
Synonymes
- Rhacophorus chuyangsinensis Orlov, Nguyen & Ho, 2008

Statut de conservation UICN

 EN  : En danger
Rhacophorus calcaneus est une espèce d'amphibiens de la famille des Rhacophoridae.

## Répartition et habitat
Cette espèce est endémique du Viêt Nam.
Elle vit uniquement dans la forêt tropicale humide non perturbée. On l'observe généralement dans la végétation bordant les cours d'eau.

## Publications originales
- Orlov, Nguyen & Ho, 2008 : Description of a New Species and New Records of Rhacophorus Genus (Amphibia: Anura: Rhacophoridae) with the Review of Amphibians and Reptiles Diversity of Ghu Yang Sin National Park (Dac Lac Province, Vietnam).  Russian Journal of Herpetology, vol. 15, no 1, p. 68.
- Smith, 1924 : New tree-frogs from Indochina and the Malay Peninsula. Proceedings of the Zoological Society of London, p. 225-234.